# Kudo3D
Kudo3Dはアメリカ合衆国カリフォルニア州アラメダ郡プレザントンに本社を置く、デスクトップ型3Dプリンターを開発・販売する企業である。Kudo3Dが開発したタイタン1（Titan 1）は、アメリカ特許の受動自己剥離（PSP: Passive Self-Peeling）技術という技術を用いた光造形（SLA）3Dプリンターである。

## 沿革
2012年、Kudo3Dの共同創業者Tedd Syaoは、自宅の車庫でタイタン1と受動自己剥離技術の開発を始めた。Tedd Syaoともう一人の共同創業者Jonathan Cheungも、カリフォルニア大学バークレー校経営大学院のOBである。
Kudo3Dは、2014年5月、Kickstarterで募金プロジェクトをスタートし、2分間で目標をクリアし、12分間で10万ドル超を募金した。現在、カリフォルニア州アラメダ郡プレザントンと台湾新竹市に事業所がある。
2016年6月、Wi-Fi機能付きのTitan 2を発表し、同年の9月27日、PSP技術のアメリカ特許が下りた。
2016年11月、バージョンアップしたTitan 2とTitan 2 HRを発表した。

## 受動自己剥離（PSP: Passive Self-Peeling）技術
アメリカ特許の受動自己剥離（ PSP ）技術とは、硬化層と樹脂（レジン）との分離力を最小化する為のボトムアップ光造形（SLA）技術である。PSPは、6種類の素材から出来上がったレジン容器を採用し、分離力を低減させ、サポート材、プリンターの掃除と造形の傷を減らす。

## 3Dプリンター

### Titan 1
Titan 1はモジュール化された設計で作られた光造形3Dプリンターである。テキサス・インスツルメンツ開発のDLPを光源として使用し、積層は一度で硬化される。
ニューヨーク市立大学シティカレッジ医用生体工学学部は、Titan 1での組織修復用スキャフォールド（1ミリｘ2ミリ）を作製した。

### Titan 2
Kickstarterの募金プロジェクトが終わってから2年後、2代目の光造形3Dプリンター、Titan 2が発表された。
初代のTitan 1にRaspberry Piが追加され、ウェブベースのコントロールソフトウェアで制御できる。
現在のTitan 2は、解像度で2つの形式がある。
- 38～92μｍ
- 57～100μm

### Titan 2 HR
Titan 2より高い解像度を持つ。現在のTitan 2 HRは、解像度で2つの形式がある。
- 23～38μm
- 26～50μm

### 他社製樹脂
Titan 1、Titan 2及び、Titan 2 HRも他社製の樹脂が対応可能である。
検証済のレジンは：
| レジンメーカー名 | レジン名                                                                                   |
| ---------------- | ------------------------------------------------------------------------------------------ |
| 3DSR             | - General - Cast                                                                           |
| Spot-A           | - Hard & Tough for High Resolution (Spot-HT) - Flexible Resin (Spot-E) - S-PRO (Spot-SPRO) |
| MakerJuice       | - G+                                                                                       |
| 3D-Materials     | - Castable - ABS                                                                           |
| Fun To Do        | - Deep Black (Industrial Blend) - Snow White (Standard Blend)                              |

### 応用活用
Titan 1、Titan 2及び、Titan 2 HRは、ジュエリー、ミニチュア、美術、建築、工学と金型作製研究用模型の作製に活用されている。